# Березівка (Республіка Алтай)
Березівка (рос. Берёзовка) — село Усть-Коксинського району, Республіка Алтай Росії. Входить до складу Огньовського сільського поселення.
Населення — 249 осіб (2015 рік).